# 冨士原圭希 日曜のウラ
『冨士原圭希 日曜のウラ』（ふじはらたまき にちようのウラ）は、RKB毎日放送（RKBラジオ）のラジオ番組。2024年10月6日より配信番組に移行し配信中。

## 番組概要
RKB毎日放送（RKBラジオ）のアナウンサー冨士原圭希をパーソナリティーに、森羅万象の「ウラ」をテーマにトークを繰り広げるトーク番組。
ラテ兼営のテレビ局に入社しラジオで冠番組を持つことを希望していた冨士原が、ディレクター、ミキサーなどすべてをワンオペすることを条件に任された冨士原初の冠番組。

## 放送時間
- 毎週日曜日 10:00 - 10:10（2022年10月03日 - 2023年12月31日）
- 毎週日曜日 10:15 - 10:25（2024年01月07日 - 2024年09月29日）

ラジオ放送終了後はラジオクラウドやRKBラジオのYouTube公式チャンネルでラジオ番組の体裁を取り配信中（毎週日曜日更新）。

## パーソナリティ
- 冨士原圭希

## 番組構成
以下の構成に沿て番組が進行する。
- アバンタイトル
  - アバンタイトルで、「子犬のワルツ」のピアノ演奏をBGMに冨士原が以下の口上とタイトルコールを述べ番組がスタートする。

- オープニングトーク
  - 冨士原が時節柄の出来事や近況を語りつつ、トークテーマを発表しメイントークに導入する。
- メイントーク
  - 発表したテーマに因んだ体験談や雑学を交えた「ウラ」トークを展開する。
- クロージングトーク
  - 「地獄のオルフェ」のピアノ演奏をBGMに、番組へのリクエストや感想のメールを募り、番組を終了する。
  - 配信番組に移行後はXでの「#nichiura」で感想を募集している[ep 1]。

## BGM
- オープニングテーマは「子犬のワルツ」。
  - 配信での著作権の考慮から、著作権フリーの楽曲としてRKBのスタジオに設置されたグランドピアノ[注 1]をスナッピー[注 2]（48期生）の神谷留菜が生演奏したものを収録して使用している[ep 2]。
- エンディングテーマは「地獄のオルフェ」（邦題「天国と地獄」）の序曲第3部。
  - オープニングテーマ同様、著作権の関係上、神谷留菜がピアノを生演奏したものを収録して使用している[ep 2]。

## 特別番組
『冨士原圭希　前門の寅、後門の卯ら』（ふじはらたまき ぜんもんのとら こうもんのうら）と題し、大晦日・元日SP番組がRKBラジオで放送された。

### 放送日時
- 2022年12月31日(土) 15時50分
- 2023年01月01日(日) 08時45分

## スタッフ
- 演出：冨士原圭希[ep 2]
- 編集：冨士原圭希[ep 2]
- 音効：冨士原圭希[ep 2]
- 音楽：神谷留菜（ピアノ演奏）[ep 2]
  - オープニングテーマ：子犬のワルツ
  - エンディングテーマ：地獄のオルフェより序曲第3部（カンカン）